# Carolina Garrido
Carolina Garrido (Buenos Aires, 1981) és una productora i directora de producció amb nacionalitat argentina i espanyola.
Debuta com a directora de producció amb els curtmetratges Un amor perfecto (2011) i Un día con Anna (2013), dirigits pel director de cine català Toni Andújar.
Al 2021 funda, juntament amb Toni Andújar, la productora sabadellenca esdeMangofilms, amb l’objectiu de desenvolupar projectes cinematogràfics. Com a productora, el seu primer llargmetratge va ser Run Baby Run, estrenat als Estats Units el 2024 i on va ser directora d’art i de producció. Es tracta d'un thriller d'acció on una jove sorda de naixement es veu implicada en una persecució per part d’un desconegut. Respecte de la banda sonora de la pel·lícula, compta amb peces del músic sabadellenc Josep Maria Llongueras, conegut com a Llongue, fundador de La Madam.
Quant a festivals internacionals, Run Baby Run va ser selecció oficial als London Director Awards; Prague International Film Awards, Budapest Movie Awards; Kosice International Film Festival i al Salerno Film Festival. Així mateix, tambéva ser pel·lícula candidata als Premis Goya i als Premis Gaudí del 2024.